# Man Alive! (Stephen Stills)
Man Alive! è un album in studio del cantautore rock statunitense Stephen Stills, pubblicato dall'etichetta discografica Titan/Pyramid Records (ed anche dalla Talking Elephant Records) nell'agosto del 2005.
Nuovo disco come solista per il musicista texano, dopo ben quattordici anni dall'ultimo suo album (Stills Alone).

## Tracce
Tutte le tracce sono di Stephen Stills tranne dove indicato.
1. Ain't It Always – 3:25
2. Feed the People – 4:24
3. Heart's Gate – 2:59
4. Round the Bend – 5:12
5. I Don't Get It – 3:35
6. Around Us – 3:47 (Joe Vitale, Stephen Stills)
7. Ole Man Trouble – 4:56 (Booker T. Jones)
8. Different Man – 2:10 (Tradizionale; nuovi testi di Stephen Stills, nuovi arrangiamenti di Stephen Stills e Neil Young)
9. Piece of Me – 4:09
10. Wounded World – 3:12 (Stephen Stills, Graham Nash)
11. Drivin' Thunder – 4:30 (Stephen Stills, Neil Young)
12. Acadienne – 4:02
13. Spanish Suite – 11:24

Durata totale: 57:45

## Formazione
- Stephen Stills - voce, cori, chitarra, pianoforte
- George Terry - chitarra, cori
- Mike Finnigan - organo Hammond, cori
- George Chocolate Perry - basso, cori
- Joe Vitale - batteria, cori, percussioni, tastiera, sintetizzatore, organo Hammond
- Willie Bobo - percussioni
- Gerald Johnson - basso
- Russ Kunkel - batteria, percussioni
- Neil Young - chitarra, cori
- Joe Lala - percussioni
- Bill Meeker - batteria
- Herbie Hancock - pianoforte
- Pete Escovedo - percussioni
- Jimmy Zavelo - arpa
- Steve Madaio - tromba
- Dorian Holley, Graham Nash, Brooks Hunnicutt, Mortonette Jenkins, Jennifer Stills, Marlena Jeter - cori